# Rafael Hernando Fraile
Rafael Antonio Hernando Fraile (Guadalajara, 13 de novembre de 1961) és un polític espanyol, senador pel Grup Parlamentari Popular al Senat per Almeria i president del Comitè de Drets i Garanties del Partit Popular.

## Biografia
Llicenciat en Dret per la Universitat d'Alcalá, i amb un màster en Administració i Direcció d'Empreses per ICADE, està divorciat i té tres fills.
Va començar la seva carrera política com a regidor de Guadalajara entre els anys 1983 i 1987. En les eleccions autonòmiques d'aquell any va aconseguir un escó com a diputat regional de Castella-La Manxa que va mantenir fins a 1989. A les generals de 1989 va ser elegit senador per Guadalajara, càrrec que va ostentar fins a les següents eleccions generals, les de 1993, en les quals va resultar elegit diputat per Almeria, que és el lloc que conserva des d'aleshores.
Durant tres anys, entre 1987 i 1990, va presidir les Noves Generacions del Partit Popular, i uns anys després va ser elegit coordinador de Comunicació i portaveu del Partit Popular al XIII Congrés de la formació popular.
El juliol de 2005, després de la sessió en què es va rebutjar la proposta del PP que el Govern comparegués al Congrés per explicar la seva resposta davant l'incendi de Guadalajara, va intentar agredir el llavors portaveu parlamentari del PSOE, Alfredo Pérez Rubalcaba.
Després de la designació de Alfonso Alonso com a ministre de Sanitat d'Espanya, el 16 de desembre de 2014 Mariano Rajoy el va nomenar portaveu del Grup Parlamentari Popular al Congrés dels Diputats, a un any del final de la X Legislatura.
Al desembre de 2014 va ser amb donat a pagar 20.000 € al partit polític UPyD per vulnerar l'honor del mateix i acusar-lo de finançar-se il·legalment. No han estat les úniques declaracions que han causat polèmica del diputat, el desembre de 2012 va negar el canvi climàtic adduint que aquests "postulats" responen a "ecocomunisme que profetitza el mateix que això que el proper 21 de desembre s'acabarà el món". L'octubre del 2012 va titllar el jutge Santiago Pedraz de "pijo àcrata", comentari del que va haver de disculpar-se poc després.

## Càrrecs exercits
- Regidor de l'Ajuntament de Guadalajara (1983-1987).
- Diputat per Guadalajara a les Corts de Castella-la Manxa (1987-1989).
- President de Noves Generacions del Partit Popular (1987-1990).
- Senador per Guadalajara (1989-1993).
- Diputat per Almeria al Congrés dels Diputats (des de 1993).
- Portaveu adjunt del Grup Popular al Congrés dels Diputats (2011-2014).
- Portaveu del Grup Popular al Congrés dels Diputats (2014-2018).
- President del Comitè de Drets i Garanties del Partit Popular (2018-actualitat).